# Шерман, Дейвид
Де́йвид Ше́рман (англ. David E. Scherman; 1916, Нью-Йорк, США — 5 мая 1997, Стоуни-Пойнт, штат Нью-Йорк, США) — американский фотокорреспондент журнала Life, затем редактор в том же журнале. Участвовал во Второй мировой войне в качестве военного корреспондента. 
В 1941 году находился на борту египетского гражданского судна Zamzam, шедшего в сторону Кейп-Тауна. Судно было обнаружено и потоплено германским рейдером. Потопление гражданского судна, эвакуация пассажиров в посадочные шлюпки и сам рейдер были сфотографированы Шерманом, спрятавшим после этого фотоплёнку. Узнав, что на борту потопленного судна были американцы, немцы пересадили их на другое судно и позднее репатриировали в США. Фотографии Шермана были опубликованы в Life и стали очень известны. 8 месяцев спустя рейдер был обнаружен, опознан по фотографии Шермана и потоплен британским военным кораблём, а сам Шерман получил прозвище «единственного фотографа, потопившего нацистский корабль».
В конце Второй мировой войны Шерман был военным фотокорреспондентом Life в Европе. Будучи этническим евреем, он ненавидел нацистов, особенно после того, как лично присутствовал и фиксировал на фотоплёнку освобождение узников концентрационного лагеря Дахау. Тем же вечером он снял ещё одну ставшую знаменитой фотографию — его коллега и подруга, фотограф Vogue Ли Миллер принимает ванну в мюнхенской квартире Гитлера.
С 1953 года в течение 20 лет работал в качестве редактора Life, став единственным штатным фотографом издания, совершившим такой поворот в карьере. 
Скончался от рака 5 мая 1997 года .